# Lepanthes schizix
Lepanthes schizix är en orkidéart som beskrevs av Carlyle August Luer. Lepanthes schizix ingår i släktet Lepanthes och familjen orkidéer. Inga underarter finns listade i Catalogue of Life.